# Гигроцибе пунцовая
Гигро́цибе пунцо́вая (лат. Hygrocybe punicea) — гриб из рода Гигроцибе (Hydrocybe) семейства Гигрофоровые (Hygrophoraceae).

## Описание
Плодовое тело Гигроцибе пунцовой составляет от 3 до 15 сантиметров в длину. Шляпка коническая, в форме колокола. Цвет тёмно-красный с коричневатым оттенком, изредка с жёлтой узкой каймой. Ножка гриба длиной 3—15 сантиметров, ширина — 1,5 сантиметра. Гриб съедобен, второй категории, отличается хорошими вкусовыми качествами.

## Места произрастания
Гигроцибе пунцовая имеет распространение на почвах с высокой кислотностью. Произрастает на лугах, пастбищах, лесных полянах и травянистых опушках леса. Сопутствующие растения — вереск, плевроциум и белоус. Плодовые тела появляются в конце лета и осенью. 

## Ареал
Вид распространён в Австралии, в Северной Азии (Сибирь, Япония и Корея), в Северной Америке и ранее на Канарских островах. Широкое распространение имеет и в Европе, в особенности в Исландии, на Фарерских островах и Шпицбергене. Часто встречается также и в Германии.